# Mario Franco
Mario José Franco (General Alvear, Mendoza, 29 de marzo de 1923-Villa Regina, Río Negro, 18 de abril de 2013) fue un periodista, escritor y político argentino. Fue gobernador de la Provincia de Río Negro entre 1973 y 1976.

## Biografía
Franco, nació en General Alvear, Mendoza el 29 de marzo de 1923. Su familia se radicó en Villa Regina el 7 de agosto de 1937. Hijo de Jose F. Franco y Rosa Pesce, inició a temprana edad su militancia política, mientras cursaba sus estudios secundarios. Por esa época preside la organización Unión Nacionalista Patagónica e incursiona en el campo del periodismo político como corresponsal del periódico Alto Valle de General Roca, que dirigía Antonio Vidal Oliver.
En 1945 forma una sociedad con su amigo Alberto Benedetti y pone en funcionamiento un aserradero en Chelforó, en la estancia “La Margarita”. En ese tiempo crea el periódico Adelante bajo el lema sanmartiniano <<serás lo que debas ser o no serás nada>> que la dictadura de la Revolución Libertadora clausurará tras el golpe de Estado contra el gobierno constitucional de Juan Domingo Perón y desde la clandestinidad comenzó a editar otro que se llamaba Lealtad.En 1957 fue elector presidente del peronismo en la provincia, aunque cumplía su función desde la clandestinidad, debido a la proscripción impuesta por la dictadura de Aramburu.
Mario Franco fue concejal de Villa Regina hasta 1955, encargado de la Dirección de Envases Textiles de Río Negro hasta 1953, vicepresidente de la Juventud de la Acción Católica y director, en los tiempos de clandestinidad del peronismo, del periódico Lealtad, rápidamente clausurado por el gobierno militar de ese entonces. En su reemplazo editó Huella y después El Justicialista.Tras el secuestro de uno de sus hijos por un comando militar en enero de 1956 decide exiliarse junto a su familia al sur de Chile donde permanecerá unos meses; donde junto con otros dirigentes peronistas de la Patagonia organizaran la resistencia civil
Durante la organización de la Resistencia Peronista es designado jefe de la agrupación en una reunión celebrada en General Roca, en la propiedad de José Rodríguez. En las elecciones para gobernador de 1962, en disconformidad con la conducción nacional del peronismo, y ante la posibilidad de proscripción de su partido, crea tres agrupaciones políticas dentro del Movimiento Justicialista: el Partido Justicialista (primero en tener esa denominación en el país) presidido por él, el partido Unión Popular presidido por su amigo José Rodríguez y el partido Blanco presidido por Arturo Legaz. Convocadas las elecciones, el Movimiento presenta sus candidaturas a través del partido Blanco. Franco no acepta la nominación a gobernador y se elige en su reemplazo al escribano Arturo Llanos quien triunfó en los comicios aunque no pudo asumir la primera magistratura provincial porque las elecciones fueron anuladas en todo el país.
Frente a la proscripción de varios partidos decretada por Frondizi, el justicialismo, el sector de la UCRI y el comunismo, que habían buscado concurrir a las elecciones bajo el denominado «Frente Nacional y Popular», decretaron la abstención. El presidente de la Unión Popular de Río Negro y uno de los principales dirigentes peronistas de la provincia, Mario Franco, hizo campaña activa por el voto en blanco, describiendo que las elecciones a realizarse constituían «una burla y un avasallamiento a la voluntad soberana y popular» en una nota publicada por el Diario Río Negro afirmando que la decisión de decretar la abstención se había tomado: «ante los nuevos atropellos cometidos por el gobierno dictatorial que padecemos, privándonos de los derechos cívicos que nos corresponden como ciudadanos argentinos y compartiendo la resolución de todos los organismos nacionales del Movimiento». Estableció durante su gestión de gobierno el contacto directo y personal con los habitantes de interior provincial, en especial en los parajes a través de visitas y reuniones recorrió de más de 25.000 kilómetros

## Gobernador de la Provincia de Río Negro
En 1973 el Partido Justicialista de Río Negro se incorpora al orden nacional y Mario Franco es nominado como candidato a gobernador, cargo al que accede en las elecciones del 11 de marzo de 1973 por el 46.10% de los votos. Si bien la ley electoral exigía una segunda vuelta entre él y el exgobernador de facto Roberto Requeijo, que había obtenido el 24.83% de las preferencias, Requeijo decidió no presentarse al desempate, por lo que Franco fue declarado gobernador automáticamente. Durante su período de gobierno desarrolló un Plan de Salud que fue ejemplo nacional (declarado así en su momento por René Favaloro). Impulsó el desarrollo de hospitales, promovió la inmigración de profesionales en esa especialidad. Le concedió a la ciudad de Viedma su definitiva condición de capital de la provincia. 
Las gestiones de su gobierno  posibilitaron la sanción de la ley nacional 453 que modificó el coeficiente de la distribución de la coparticipación y el reparto de la recaudación de los impuestos internos entre los municipios; estableció el Consejo Provincial de Desarrollo, que llevó adelante ampliación o habilitación de nuevos servicios de transporte interurbano. Comandó una profunda reforma, multiplicando el presupuesto de la Salud Pública, con construcción y modernización de edificios, estrictos concursos médicos, mejoras salariales, dedicación full time de profesionales y técnicos, cobertura integral de la salud en las ciudades y en el campo, y fuerte trabajo en prevención, dio impulso a los hospitales de toda la provincia con la incorporación de una importante cantidad de profesionales para la atención de los pobladores en todas las localidades y parajes. También durante su gestión se impulsó la construcción de edificios escolares, la mejora de establecimientos y la construcción de albergues estudiantiles, la creación de Canal 10 y del Instituto del Valle Inferior (IDEVI). Con amplio apoyo de la legislatura modificó la carta Orgánica del Banco de la Provincia del Río Negro, por su intermedio dispuso que el 75% de utilidades netas de la institución, se reinvirtiesen en el acrecentamiento de la cartera hipotecaria de la misma y a la financiación de los diversos planes de vivienda del Gobierno; y de impulso para todas las ramas productivas. En 1974 los créditos de la sección bancaria aumentaron en 21.578 millones de pesos con respecto a 1973
Fue derrocado tras el golpe de Estado ocurrido en Argentina el 24 de marzo de 1976 cuando, un contingente militar a cargo del segundo comandante del Quinto Cuerpo de Ejército, Acdel Vilas, llegó a Viedma para intervenir la provincia, designar al coronel Rubén Castelli en la Gobernación, y detener al gobernador democrático y algunos de sus ministro Franco es detenido en Villa Regina y trasladado a la cárcel de Viedma, en donde estuvo detenido durante un año. Luego, a raíz de una intervención quirúrgica, es trasladado al Hospital Zatti en donde pasó dos años más de cautiverio.El Plan de Salud fue rápidamente desmantelado por los militares.
Durante su cautiverio los militares a cargo del general Albano Harguindegui, intentaron arrojarlo al Mar desde un avión aprovechando un el 
traslado de Mario Franco desde su celda por un caso de peritonitis. Luego, a raíz de una intervención quirúrgica, es trasladado al Hospital Zatti en donde pasó dos años más de cautiverio.

## Fallecimiento
El día 20 de abril de 2013 Mario falleció a los 90 años de edad.

## Atentados contra su vida
En la década del 60 le dispararon un tiro desde un auto en la ruta 22 frente al Barrio Don Bosco de Villa Regina. En 1973 le aflojan las tuercas de las ruedas de su auto oficial y luego de varios tumbos, en Playa Bonita de San Carlos de Bariloche, logra salvar milagrosamente su vida junto a su esposa y a su chofer. A fines de 1976, mientras estaba preso en la Unidad Penal de Viedma, llega al aeropuerto local un avión de la marina. La rápida acción de un médico local, de sus abogados y de su esposa logran salvarlo de un probable vuelo de la muerte, como hace apenas unos años el mismísimo General Harguindeguy debió reconocer cuando Franco lo interpeló por ese hecho en un encuentro casual que tuvo con el dictador en las termas de Copahue.

## Vida personal
Estuvo casado con Lidia Ausejo. 

## Honores

### Homenajes
• Desde septiembre de 2013, una parte de la Ruta Provincial 1 que es denominada como "Camino de la Costa" o "Ruta de los Acantilados", concretamente la sección desde la rotonda de acceso al Balneario El Cóndor hasta el empalme con la RN A025, lleva el nombre de "Mario José Franco" en honor al exgobernador.
• Ese mismo mes, también se nombró una calle en su honor en Villa Regina, ciudad donde ejerció como concejal y en la que terminaría falleciendo.